# Fissidens mariei
Fissidens mariei là một loài Rêu trong họ Fissidentaceae. Loài này được (Besch.) Broth. mô tả khoa học đầu tiên năm 1901.